# Edgardo Fariña
Edgardo Issac Fariña Wynter, né le 19 octobre 2001 à Panama au Panama, est un footballeur international panaméen qui joue au poste de défenseur central au Pari Nijni Novgorod.

## Biographie

### Carrière en club
Fariña passe par les centres de formation de Rio Abajo et de Plaza Amador, avant de commencer sa carrière professionnelle avec l’Atlético Nacional, où il évolue en deuxième division du championnat panaméen entre 2020 et 2021.
En août 2021, il est recruté par l’Independiente de La Chorrera. C’est avec ce club qu’il fait ses débuts première division panaméenne le 14 août, lors d’un match perdu 1-0 face au Veraguas United. Peu utilisé, il est prêté en 2022 au CD Universitario. En 2023, toujours sous forme de prêt, il rejoint le CSD Municipal, au Guatemala.
Le 31 juillet 2024, il rejoint l'Europe en signant au FK Khimki, alors promu en première division russe.

### En sélection
Edgardo Fariña est convoqué pour la première fois avec l'équipe nationale du Panama par le sélectionneur Thomas Christiansen en mars 2023. Il dispute son premier match face au Guatemala, lors d'un match amical qui se termine sur le score d'un but partout.
En juin 2024, il figure dans la liste des joueurs panaméens retenus par Thomas Christiansen pour participer à la Copa América 2024.

#### Statistiques
| Saison                | Sélection             | Phases finales        | Phases finales | Phases finales | Phases finales | Éliminatoires CDM | Éliminatoires CDM | Éliminatoires CDM | Matchs amicaux | Matchs amicaux | Matchs amicaux | Autres compétitions | Autres compétitions | Autres compétitions | Autres compétitions | Total | Total | Total |
| Saison                | Sélection             | Compétition           | M              | B              | Pd             | M                 | B                 | Pd                | M              | B              | Pd             | Compétition         | M                   | B                   | Pd                  | M     | B     | Pd    |
| --------------------- | --------------------- | --------------------- | -------------- | -------------- | -------------- | ----------------- | ----------------- | ----------------- | -------------- | -------------- | -------------- | ------------------- | ------------------- | ------------------- | ------------------- | ----- | ----- | ----- |
| 2023                  | Panama                | -                     | -              | -              | -              | 0                 | 0                 | 0                 | 2              | 0              | 0              | LdN                 | 0                   | 0                   | 0                   | 2     | 0     | 0     |
| 2024                  | Panama                | Copa América 2024     | 4              | 0              | 0              | 1                 | 0                 | 0                 | 1              | 0              | 0              | LdN                 | 2                   | 0                   | 0                   | 8     | 0     | 0     |
| 2025                  | Panama                | Gold Cup 2025         | 2              | 0              | 0              | 1                 | 0                 | 0                 | 0              | 0              | 0              | LdN                 | 2                   | 0                   | 0                   | 5     | 0     | 0     |
| Total sur la carrière | Total sur la carrière | Total sur la carrière | 6              | 0              | 0              | 2                 | 0                 | 0                 | 3              | 0              | 0              | -                   | 4                   | 0                   | 0                   | 15    | 0     | 0     |

## Palmarès

### En club
CSD Municipal (1)
- Championnat du Guatemala :
  - Tournoi de clôture : Champion en 2024

### En sélection
Panama
- Ligue des nations de la CONCACAF :
  - Finaliste en 2024-2025